# 穆罗 (葡萄牙堂区)
穆罗是葡萄牙波尔图区的一个堂区。总面积5.81平方公里，总人口1972人，人口密度339.4人/平方公里。